# ناموس (فیلم)

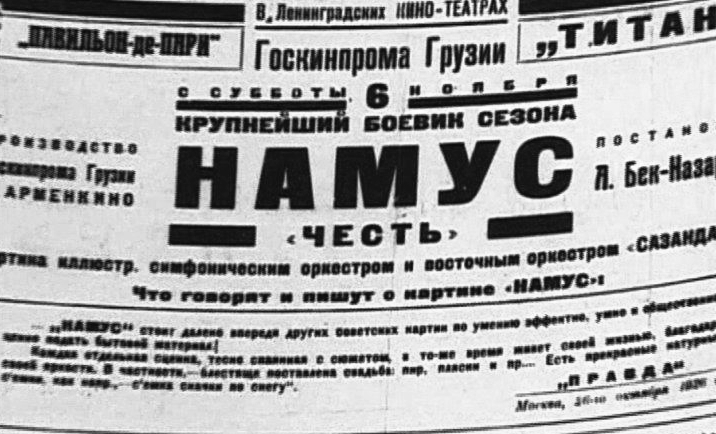

«ناموس» (ارمنی: Նամուս) یک فیلم به کارگردانی هامو بیک-نازاریان است که در سال ۱۹۲۶ منتشر شد.

## بازیگران
- هوهانس آبلیان در نقش بارخودار
- هاسمیک در نقش ماریام
- اولگا مایسوریان در نقش گیولناز
- هراچیا نرسیسیان در نقش روستام
- آوت آوتیسیان در نقش هایراپت
- نینا مانوچاریان در نقش اشپانیک
- سامول مکرتچیان در نقش سیران
- ماریا شاهبوتیان-تاتیفا در نقش سوزان
- هامبارتسوم خاچانیان در نقش بادال
- لوون آلکسانیان در نقش سوسامبار
- هریپسیمه ملیکیان در نقش سانام
- آماسیا مارتیروسیان در نقش سمبات
- میکائل گاراگاش در نقش فروشنده
- هوسیک مورادیان (hy) در نقش کودک رقصان
- الیزاوتا آدامیان در نقش دوست ماریام
- تیگران شامیرخانیان (hy) در نقش یک نوازنده ساز زورنا
- آرمن گولاکیان در اپیزودها
- پاهاره در نقش مالک پاب